# Viljoej
De Viljoej (Russisch: Вилюй, Jakoets: Бүлүү; Bylyy) is met 2650 kilometer de langste zijrivier van de Lena. De rivier stroomt door de Russische kraj Krasnojarsk (Evenkië) en Jakoetië, in het noorden van Oost-Siberië.

## Verloop
De rivier ontspringt op ongeveer 520 meter boven zeeniveau in het noord-centrale deel van het Midden-Siberisch Bergland op ongeveer 85 kilometer ten noordwesten van de plaats Ekonda (Evenkië) en 20 kilometer ten zuiden van het Ekondameer, nabij de bronrivieren van de Beneden-Toengoeska. De rivier stroomt eerst in oostelijke richting naar Jakoetië, waar ze na de instroom van de Tsjona vanuit het zuiden afbuigt naar het zuidoosten in het enorme langgerekte Viljoej-stuwmeer (360 kilometer lang vanaf de rivier de Tsjirkoejo) dat ontstond door de bouw van de stuwdam voor de waterkrachtcentrale Viljoejskaja (I en II) bij de plaats Tsjernysjevski in 1967. In de bovenloop stroomt de rivier door een moerasachtig gebied. Verderop stroomt ze door een gebied waar veel vloedbasalt aan de oppervlakte komt en de Viljoej een bergachtige vallei krijgt met op plekken canyonachtige insnijdingen tot 160 diep en zeer sterk gaat meanderen. De oevers zijn hier zeer grillig en begroeid met bos en de rivier zelf bevat hier een aantal stroomversnellingen. Op 140 kilometer stroomafwaarts van de stroomversnelling Atsjtsjygy Chana, bij de plaats Svetly, wordt sinds 1979 door ALROSA gebouwd aan een nieuwe stuwdam (voor de waterkrachtcentrale Viljoejskaja-III), die met Viljoejskaja I en II onderdeel moet gaan uitmaken van de Viljoej-cascade en binnenkort moet worden voltooid.
Voorbij Tsjernysjevski gaat het opnieuw oostelijk om het grote Centraal-Jakoetische Vallei in te stromen. Voorbij de plaats Soentar wordt de vallei steeds breder. Vanaf de stad Viljoejsk tot aan de monding wordt de Centraal-Jakoetische Vallei zeer uitgestrekt en er bevinden zich hier rond de rivier veel overstroomde moerassen. De rivier vertakt zich sterk en vormt een aantal eilanden, waaronder het eiland Chotsjentach met een lengte van 15 kilometer. Op dit uitgestrekte laagland stromen de Marcha en de Tjoeng uit in de Viljoej, alvorens deze op 54 meter boven zeeniveau uitmondt in de Lena, die haar weg verder voert naar de Noordelijke IJszee.

## Kerngegevens
Vanaf de monding van de Lena is de visrijke rivier voor ongeveer 1343 kilometer bevaarbaar, tot aan de stuwdam. Het stuwmeer zelf is over een lengte van 600 kilometer bevaarbaar, maar er bevinden zich geen scheepslift of sluizen bij de dam, zodat schepen niet door kunnen varen. De rivier kent een gemengde aanvoer, waarvan het grootste deel bestaat uit sneeuw. Het gemiddelde langetermijndebiet bij Tsjernysjevski (stuwdam) bedraagt ongeveer 600 m³/sec, in Soentar ongeveer 800 m³/sec en nabij de monding ongeveer 1700 m³/sec. De hoogste stroomafvoeren in de lente bedragen in de middenloop ongeveer 10.000-15 000 m³/sec en het winterminimum bedraagt 2 tot 5 m³/sec. In de lente kan het niveau met 10 tot 15 meter stijgen. De rivier begint midden oktober te bevriezen en ontdooit tegen het midden van mei. In de lente komen in de benedenloop opstoppingen door ijsvelden voor. In het stroomgebied van de rivier bevinden zich 67.266 meren. De grootste hiervan zijn Nidzjili (119 km²), Sjoegdzjer (80 km²), Bogoeda (22 km²) en Mosany (diepte tot 110 meter). De gemiddelde jaarlijkse watertemperatuur bedraagt 8 °C. Tot de vissoorten in de rivier behoren de Siberische steur, taimen, lenok, nelma en winde.
In de Centraal-Jakoetische Vallei ligt ook het zogenaamde Viljoej-bekken wat eigenlijk een bekken zonder vlakte is en waar diamant, steenkool, aardgas, ijzererts, kolen en goud voorkomt.

## Zijrivieren en plaatsen
De belangrijkste zijrivieren zijn de Oelachan-Vava, Tsjirkoejoe, Tsjona, Oelachan-Botoeoboeja en Otsjtsjoegoej-Botoeoboeja aan rechterzijde en de Achtaranda, Ygyatta, Marcha, Tsjoekjan en Tjoeng.
Aan de rivier liggen vanaf de bron onder andere de plaatsen Ekonda, Oelachan-Vava, Tsjernysjevski, Oeloe-Togoj, Svetly, Krestjach, Soentar, Elgjaj, Tjoebjaj, Arylach, Njoerba, Verchneviljoejsk, Chomoestach en Viljoejsk. De belangrijkste rivierhavens bevinden zich bij Viljoejsk, Njoerba en Tsjernysjevski.

## Ecologische situatie
De rivier vormt sinds mensenheugenis een bron van water en eten. Met de industrialisatie tegen het midden van de 20e eeuw veranderde de gesteldheid van de rivier echter sterk. De bouw van de stuwdam bij Tsjernysjevski deed 30 miljoen m² aan bos onderlopen. Van de ondergrondse kernproeven die vanaf 1978 werden uitgevoerd bij de rivier werden de negatieve consequenties pas in 1996 zichtbaar. Verder werd het water sterk vervuild door de winning van diamanten, aardolie en -gas en doordat het rioolwater van de huizen lange tijd ongezuiverd werd geloosd op het water en zijn giftige elementen (1,1-dimethylhydrazine) uit de draagraketten van kosmodroom Svobodny terechtgekomen in de dorpen Orget, Byrakan en Toboeja van de Jakoetische oeloes Verchneviljoejski.
- Système universitaire de documentation: 117639788
- Virtual International Authority File: 5829148574318224430000